# Тедді Шерінгем
Тедді Шерінгем (англ. Teddy Sheringham, нар. 2 квітня 1966, Лондон) — англійський футболіст, нападник.

## Клубна кар'єра
Вихованець футбольної школи клубу «Редбрідж Форест».
У дорослому футболі дебютував 1983 року виступами за команду клубу «Міллволл», в якій провів один сезон, взявши участь лише у 7 матчах чемпіонату. 
Згодом з 1985 по 1997 рік грав у складі команд клубів «Олдершот», «Юргорден», «Міллволл», «Ноттінгем Форест» та «Тоттенхем Хотспур». Протягом цих років виборов титул володаря Суперкубка Англії з футболу.
Своєю грою за останню команду привернув увагу представників тренерського штабу клубу «Манчестер Юнайтед», до складу якого приєднався 1997 року. Відіграв за команду з Манчестера наступні чотири сезони своєї ігрової кар'єри. Більшість часу, проведеного у складі «Манчестер Юнайтед», був основним гравцем атакувальної ланки команди. У складі «Манчестер Юнайтед» був одним з головних бомбардирів команди, маючи середню результативність на рівні 0,6 голу за гру першості. За цей час додав до переліку своїх трофеїв три титули чемпіона Англії, ставав переможцем Ліги чемпіонів УЄФА.
Протягом 2001—2007 років захищав кольори клубів «Тоттенхем Готспур», «Портсмут» та «Вест Гем Юнайтед».
Завершив професійну ігрову кар'єру у нижчоліговому клубі «Колчестер Юнайтед», за команду якого виступав протягом 2007—2008 років.

## Виступи за збірну
1993 року дебютував в офіційних матчах у складі національної збірної Англії. Протягом кар'єри у національній команді, яка тривала 10 років, провів у формі головної команди країни 51 матч, забивши 11 голів.
У складі збірної був учасником чемпіонату Європи 1996 року в Англії, на якому команда здобула бронзові нагороди, чемпіонату світу 1998 року у Франції, чемпіонату світу 2002 року в Японії і Південній Кореї.

## Титули і досягнення

### Командні
- Володар Суперкубка Англії з футболу (1):

«Манчестер Юнайтед»:  1997
- Чемпіон Англії (3):

«Манчестер Юнайтед»:  1998–99, 1999–00, 2000–01
- Володар Кубка Англії (1):

«Манчестер Юнайтед»: 1998-99
- Переможець Ліги чемпіонів УЄФА (1):

«Манчестер Юнайтед»:  1998–99
- Володар Міжконтинентального кубка (1):

«Манчестер Юнайтед»: 1999

### Особисті
- Золотий бутс Прем'єр-ліги Англії (1992-1993)
- Футболіст року за версією Асоціації футбольних журналістів (2001)
- Гравець року за версією футболістів (2001)